# Париски мир (1802)
Париски мировни споразум потписан је 25. јуна 1802. године између Француског конзулата под Наполеоном Бонапартом са једне и Османским царством под Селимом III са друге стране. Њиме је окончан француско-турски рат (1798—1802), вођен у склопу рата Друге коалиције. Париским миром потврђене су одредбе Амијенског мира које се односе на територије Османског царства. Египат је враћен турском султану. Утврђено је стање по принципу status quo ante bellum. 

## Увод
Порекло египатске експедиције треба тражити у оријенталним сновима Наполеона Бонапарте израженим већ при склапању Кампоформијског мира и припајањем Јонских острва. Египат је од 1517. године под влашћу османског султана. Међутим, мамелуци, који постоје у Египту већ од средине 13. века, стварно управљају овим османским ејалетом. Марсејски трговци одавно су били у додиру са Египтом. Француски конзул у Каиру већ 1796. године предлаже да се Египат окупира. Идеју је развио француски министар спољних послова, Шарл Морис де Таљеран који је намеравао да Египат замени изгубљене Антиле. Тиме би, међутим, избио рат против Османског царства, додуше противника знатно слабијег од Француске. Бонапарта је говорио о користи коју би освајање Египта имало по рат против Енглеске. Тиме би се контролисао један од пролаза ка Индији што је било веома значајно након енглеског заузимања Кејптауна. 
Припреме су вршене веома брзо и у највећој тајности. Флота је после два месеца кренула из Тулона. Бонапарта је водио и комисију од 187 учењака, писаца и уметника. Египатска експедиција је без већег отпора заузела Малту и, заобилазећи енглеску флоту, допловила до Александрије 2. јула. Армија је марширала равно ка Каиру. Милиција мамелука поражена је у подножју пирамида. Француска пешадија разбила је мамелучку коњицу. Наполеон није прогонио мамелуке због недостатка коњице. Хорације Нелсон је за то време пронашао и разбио француску флоту код Абукира те је Наполеон остао заробљеник у Египту. 
Бонапарта је фебруара 1799. године кренуо ка Сирији у намери да се копненим путем врати у Европу. Међутим, поражен је код луке Акре те је наредио повлачење ка Египту. Турска армија која му је пошла у сусрет је разбијена. Бонапарта је сломио енглеску флоту у Абукиру. Међутим, рат на истоку ипак је био изгубљен. Увидевши то, Наполеон је команду препустио Клеберу и тајно се упутио назад у Француску. У Египту је за команданта француских снага оставио Жан-Батист Клебера. Клебер је убијен у атентату курдског ученика Сулејмана ел Халабија. Избоден је ножем. Атентатор је убрзо ухваћен у погубљен. Атентат се догодио 14. јуна 1800. године, истог дана када је у бици код Маренга страдао његов пријатељ, Луј Дезе.

## Споразум
Французи се 1801. године повлаче из Египта. Париски мир којим је и званично окончан рат потписан је убрзо по склапању Амијенског мира између Британије и Француске. Амијенским миром окончан је рат Друге коалиције. Енглези су вратили све колоније заузете од 1793. године сем Цејлон и Тринидад. Египат је враћен Османском царству, а Малта реорганизованом реду Јовановаца, али под заштитом шест великих европских сила. Јонска острва стекла су аутономију од султана и названа су незванично „Република седам острва“. Први конзул Француске, Наполеон Бонапарта, примио је у Паризу посланство султана Селима III са којима је потписао мир. Париски мир из 1802. године коначан је облик прелиминарног споразума потписаног у Паризу 9. октобра 1801. године, којим је окончана француска египатска кампања и обновљени француско-турски односи од пре 1798. године. Османски султан пристао је на одредбе Амијенског мира. У име Француског конзулата, споразум је потписао Таљеран, а у име турског султана Мехмед Саид Галип-паша. Турци су након потписивања споразума одржавали добре односе са Француском. Османско царство није учествовало у Наполеоновим ратовима. 